# Formula TT 1988
Die Formula-TT-Saison 1988 war die zwölfte in der Geschichte der Formula TT und wurde von der Fédération Internationale de Motocyclisme als offizielle Weltmeisterschaft ausgeschrieben.
Bei acht Veranstaltungen wurden acht Rennen ausgetragen.

## Punkteverteilung
| Punktewertung | Punktewertung | Punktewertung | Punktewertung | Punktewertung | Punktewertung | Punktewertung | Punktewertung | Punktewertung | Punktewertung | Punktewertung | Punktewertung | Punktewertung | Punktewertung | Punktewertung | Punktewertung |
| ------------- | ------------- | ------------- | ------------- | ------------- | ------------- | ------------- | ------------- | ------------- | ------------- | ------------- | ------------- | ------------- | ------------- | ------------- | ------------- |
| Platz         | 1             | 2             | 3             | 4             | 5             | 6             | 7             | 8             | 9             | 10            | 11            | 12            | 13            | 14            | 15            |
| Punkte        | 20            | 17            | 15            | 13            | 11            | 10            | 9             | 8             | 7             | 6             | 5             | 4             | 3             | 2             | 1             |

In die Wertung kamen alle erzielten Resultate.

## Wissenswertes
- Die Formula TT wurde 1988 nur in der TT-F1-Klasse ausgeschrieben. Diese ließ Viertakter von 600 bis 1000 cm³ Hubraum und Zweitakter mit Hubräumen von 350 bis 500 cm³ zu.
- Das Rennen in den Niederlanden wurde im Rahmen des Motorrad-WM-Laufes der Dutch TT ausgetragen.
- Das Rennen in Portugal musste wegen eines Unwetters abgebrochen werden und wurde mit halbierter Punktzahl gewertet.

## Rennergebnisse
|   | Datum  | Rennen                | Strecke         | Platz 1          | Platz 2            | Platz 3        |
| - | ------ | --------------------- | --------------- | ---------------- | ------------------ | -------------- |
| 1 | 15.05. | Japan                 | Sugo            | Noboru Miura     | Takahiro Sohwa     | Shoji Miyazaki |
| 2 | 04.06. | 70. Isle of Man TT    | Mountain Course | Joey Dunlop      | Nick Jefferies     | Roger Burnett  |
| 3 | 26.06. | 58. Dutch TT          | Assen           | Roger Burnett    | Andreas Hofmann    | Peter Rubatto  |
| 4 | 03.07. | Portugal              | Vila Real       | Steve Williams   | Manuel Joao Sagres | Dave Leach     |
| 5 | 17.07. | Finnland              | Kouvola         | Anders Andersson | Peter Rubatto      | Joey Dunlop    |
| 6 | 30.07. | 59. Ulster Grand Prix | Dundrod         | Carl Fogarty     | Steve Hislop       | Robert Dunlop  |
| 7 | 04.09. | Italien               | Enna            | Carl Fogarty     | Bodo Schmidt       | Oscar La Ferla |
| 8 | 25.09. | Großbritannien        | Donington       | Niall Mackenzie  | Roger Burnett      | Brian Morrison |

## Fahrerwertung
| 1  | Carl Fogarty     | Honda         | 84   |
| 2  | Joey Dunlop      | Honda         | 63,5 |
| 3  | Roger Burnett    | Honda         | 52   |
| 4  | Steve Williams   | Bimota-Yamaha | 39   |
| 5  | Anders Andersson | Suzuki        | 33   |
| 6  | Robert Dunlop    | Honda         | 33   |
| 7  | Peter Rubatto    | Bimota-Yamaha | 32   |
| 8  | Nick Jefferies   | Honda         | 30   |
| 9  | Paul Iddon       | Bimota-Yamaha | 30   |
| 10 | Steve Hislop     | Honda         | 27   |
| 11 | Bodo Schmidt     | Bimota-Yamaha | 26   |
| 12 | Brian Morrison   | Honda         | 24   |
| 13 | Noboru Miura     | Honda         | 20   |
|    | Niall Mackenzie  | Honda         | 20   |
| 15 | Dave Leach       | Bimota-Yamaha | 18,5 |
| 16 | Takahiro Sohwa   | Kawasaki      | 17   |
| 17 | Ray Hutchinson   | Suzuki        | 16,5 |
| 18 | Shoji Miyazaki   | Honda         | 15   |
|    | Oscar La Ferla   | Honda         | 15   |
| 20 | Andreas Hofmann  | Honda         | 14   |
| 21 | Mistuo Saito     | Yamaha        | 13   |
| 22 | Brian Reid       | Kawasaki      | 13   |
| 23 | Chao Kit Choong  | Kawasaki      | 13   |
| 24 | Shingo Kato      | Yamaha        | 11   |
|    | Edwin Weibel     | Honda         | 11   |
|    | Aldeo Presciutti | Yamaha        | 11   |
| 27 | Tatsuro Arata    | Yamaha        | 10   |
|    | Mark Farmer      | Suzuki        | 10   |
|    | Michael Galinski | Bimota-Yamaha | 10   |
|    | Raimo Vartiainen | Suzuki        | 10   |

|    | Toni Moran          | Yamaha        | 10  |
| 32 | Andy McGladdery     | Suzuki        | 10  |
| 33 | Gary Goodfellow     | Suzuki        | 9   |
|    | Erik Rosman         | Suzuki        | 9   |
|    | Keith Huewen        | Yamaha        | 9   |
| 36 | Manuel Joao Sagres  | Suzuki        | 8,5 |
| 37 | Akira Sakaguchi     | Honda         | 8   |
|    | Steve Ward          | Suzuki        | 8   |
|    | Esko Kuparinen      | Kawasaki      | 8   |
|    | Roberto Biagioli    | Honda         | 8   |
|    | Ron Haslam          | Honda         | 8   |
| 42 | Ken’ichirō Iwahashi | Honda         | 7   |
|    | Johnny Willemsen    | Suzuki        | 7   |
|    | Rocco Chiavaro      | Honda         | 7   |
|    | Darren Dixon        | Suzuki        | 7   |
| 46 | Masari Sato         | Yamaha        | 6   |
|    | Henk van der Mark   | Bimota-Yamaha | 6   |
|    | David Griffith      | Honda         | 6   |
|    | Dave Woolams        | Suzuki        | 6   |
| 50 | Asa Moyce           | Kawasaki      | 6   |
| 51 | Ignace Parijs       | Yamaha        | 5,5 |
| 52 | Aaron Slight        | Bimota        | 5   |
|    | Barry Woodland      | Bimota-Yamaha | 5   |
|    | Wayne Mitchell      | Ducati        | 5   |
|    | Pentti Tolonen      | Suzuki        | 5   |
|    | Mile Pajic          | Kawasaki      | 5   |
| 57 | Pedro Batista       | Suzuki        | 4,5 |
| 58 | Moriyuki Mori       | Yamaha        | 4   |
|    | George Linder       | Yamaha        | 4   |
|    | Paul Ramon          | Honda         | 4   |

|    | Antonio Mancuso      | Suzuki | 4   |
|    | Geoff Johnson        | Yamaha | 4   |
| 63 | Phil Armes           | Suzuki | 3,5 |
| 64 | Tadaaki Hanamura     | Honda  | 3   |
|    | Jeffrey de Vries     | Yamaha | 3   |
|    | Ronan Sherry         | Suzuki | 3   |
|    | Jari Kivilä          | Suzuki | 3   |
|    | Steve Ward           | Suzuki | 3   |
|    | Enrico Fugardi       | Suzuki | 3   |
|    | Ray Stringer         | Suzuki | 3   |
| 71 | John Caffrey         | Yamaha | 3   |
|    | Marc Granié          | Suzuki | 3   |
| 73 | Fernando Jardin      | Yamaha | 2,5 |
| 74 | Kohishi Kobayashi    | Honda  | 2   |
|    | Phil Nichols         | Yamaha | 2   |
|    | Paul Cranston        | Honda  | 2   |
|    | Martin Grein         | Suzuki | 2   |
|    | Mark Linscott        | Suzuki | 2   |
| 79 | Eduardo Pascarenhas  | Suzuki | 1,5 |
| 80 | Kazuma Morimitsu     | Honda  | 1   |
|    | Kevin Wilson         | Suzuki | 1   |
|    | Christian Monsch     | Honda  | 1   |
|    | Juha Suur-Inkeroinen | Yamaha | 1   |
|    | Eddie Laycock        | Yamaha | 1   |